# Eduard Josef Ehrlich
Eduard Josef Ehrlich, křtěný Eduard Josef (11. listopadu 1840 Jihlava – 27. srpna 1914 Třebíč-Jejkov) byl český portrétní a místopisný fotograf z oblasti Třebíčska.

## Životopis
Narodil se v roce 1840 v německojazyčné rodině v Jihlavě v rodině barvíře Gustava Ehrlich a jeho ženy Alžběty rodem Jantschové dcera pekaře Franze Jantscha. Jak se dostal k fotografické dráze není známo, ale na konci 70. let 19. století vlastnil fotografický ateliér v Telči, na Novém předměstí (nyní Seminářská ulice č.p. 82). Pravděpodobně krátce po smrti fotografa Augusta Seitze přesídlil do jeho ateliéru v Třebíči (Přerovského č.p. 69/15), který provozoval zhruba do roku 1907 (od 30. dubna 1909 provozoval v jeho bývalém ateliéru živnost A. Spurný). Po roce 1910 již Ehrlich fotografickou živnost neprovozoval. Na závěr života se přestěhoval z podnájmu do vlastního domku v Šafaříkově ulici č.p. 5/285 v Třebíči. Zemřel 27. srpna 1914 na vodnatelnost ve věku nedožitých 74 let.

## Tvorba
Zaměřoval se především na portrétní fotografií, ale od 80. let 19. století začal fotografovat také místopisné fotografie. Nejdříve se soustřeďoval pouze na Třebíč, ale později fotil snímky i z prostředí Vysočiny a Moravy. Vrcholem jeho tvorby v této oblasti byla spolupráce na publikaci Letem českým světem kam přispěl 17. snímky. Místopisné snímky dodával i pro vydávání pohlednic. Na konci 19. století byl monopolním dodavatelem pro místopisné pohlednice z oblasti Třebíčska. Je také autorem prvního místopisného fotoalba Třebíč (1896). Podílel se i na fotografické ilustraci Vlastivědy moravské pro třebíčský okres (1906) a Stručných dějin města Třebíče (1911) od Viléma Nikodema. Ještě na počátku 30. let 20. století byly jeho fotografie použity v publikaci Třebíč – město a okres.

## Galerie

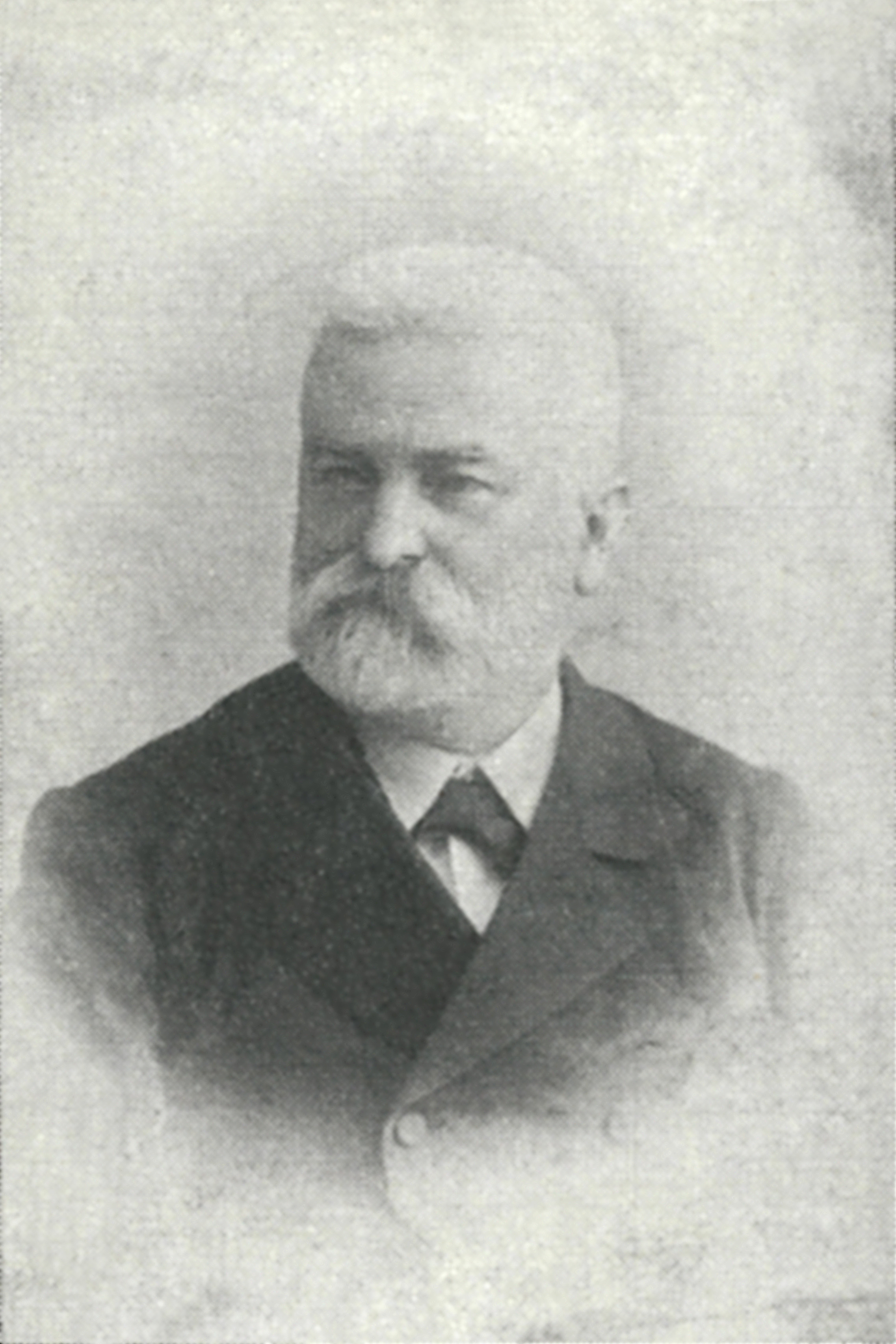
Portrét Jana Reicherta, ředitele gymnázia v Třebíči
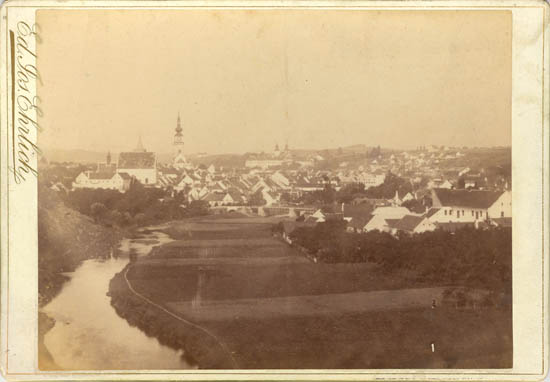
Pohled na Třebíč (cca 1900)
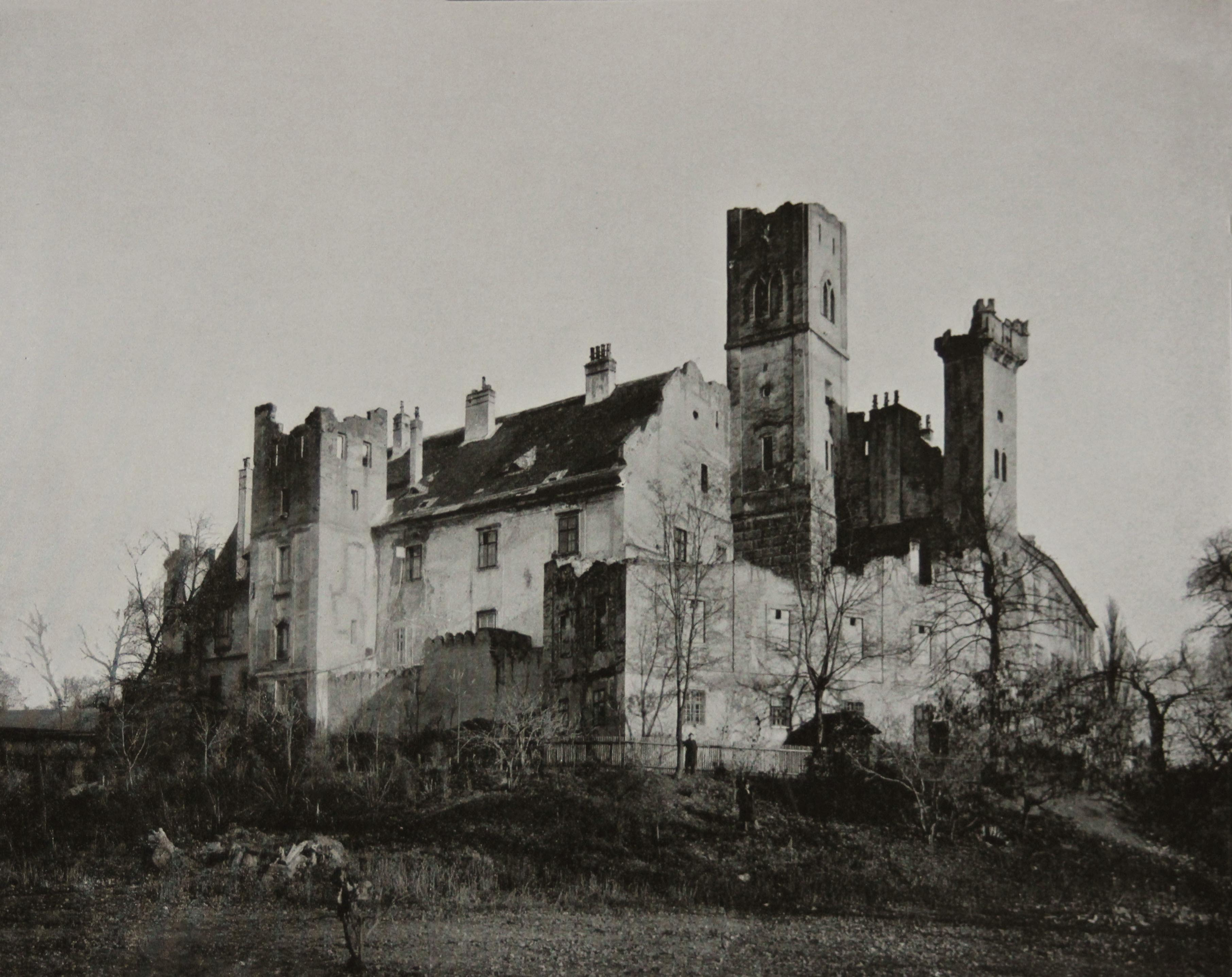
Zámek Břeclav (Letem českým světem, 1898)